# Zbiornik Próba
Zbiornik Próba – zbiornik retencyjny utworzony na rzece Żeglina (dopływ Warty) w 2001, położony w gminie Brzeźnio (powiat sieradzki) na polach wsi: Próba, Stefanów Ruszkowski i Ruszków. Powierzchnia lustra wody wynosi 21,4 ha, długość 1,7 km, a średnia głębokość 1,5 m. Zapora jest długa na 370 m, a jej wysokość od podstawy wynosi 5 m. Na brzegach zbiornika archeolodzy z Sieradza, w ramach badań ratowniczych, odkryli istnienie osady otwartej kultury łużyckiej (VII–VI w. p.n.e. – okres halsztacki) oraz ślady osadnictwa z VIII–II w. p.n.e. i z okresu rzymskiego (I–II w. n.e.). 
Wzdłuż zbiornika przebiega turystyczny szlak im. Władysława Reymonta (zielony).

## Galeria

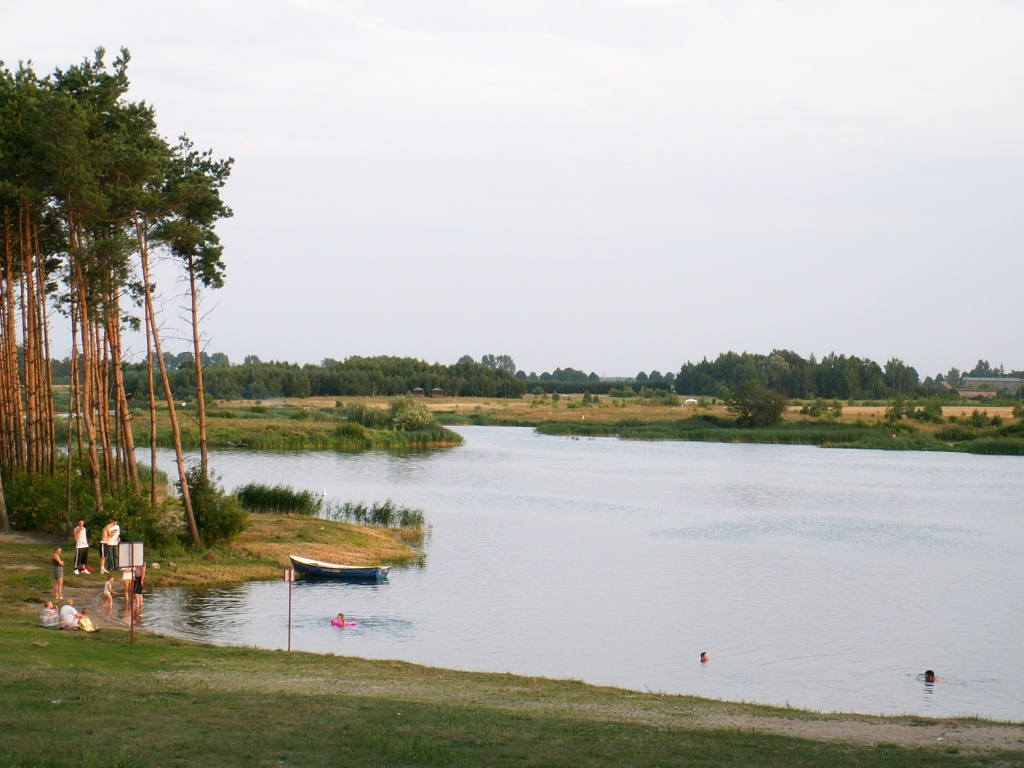
Zbiornik Próba latem
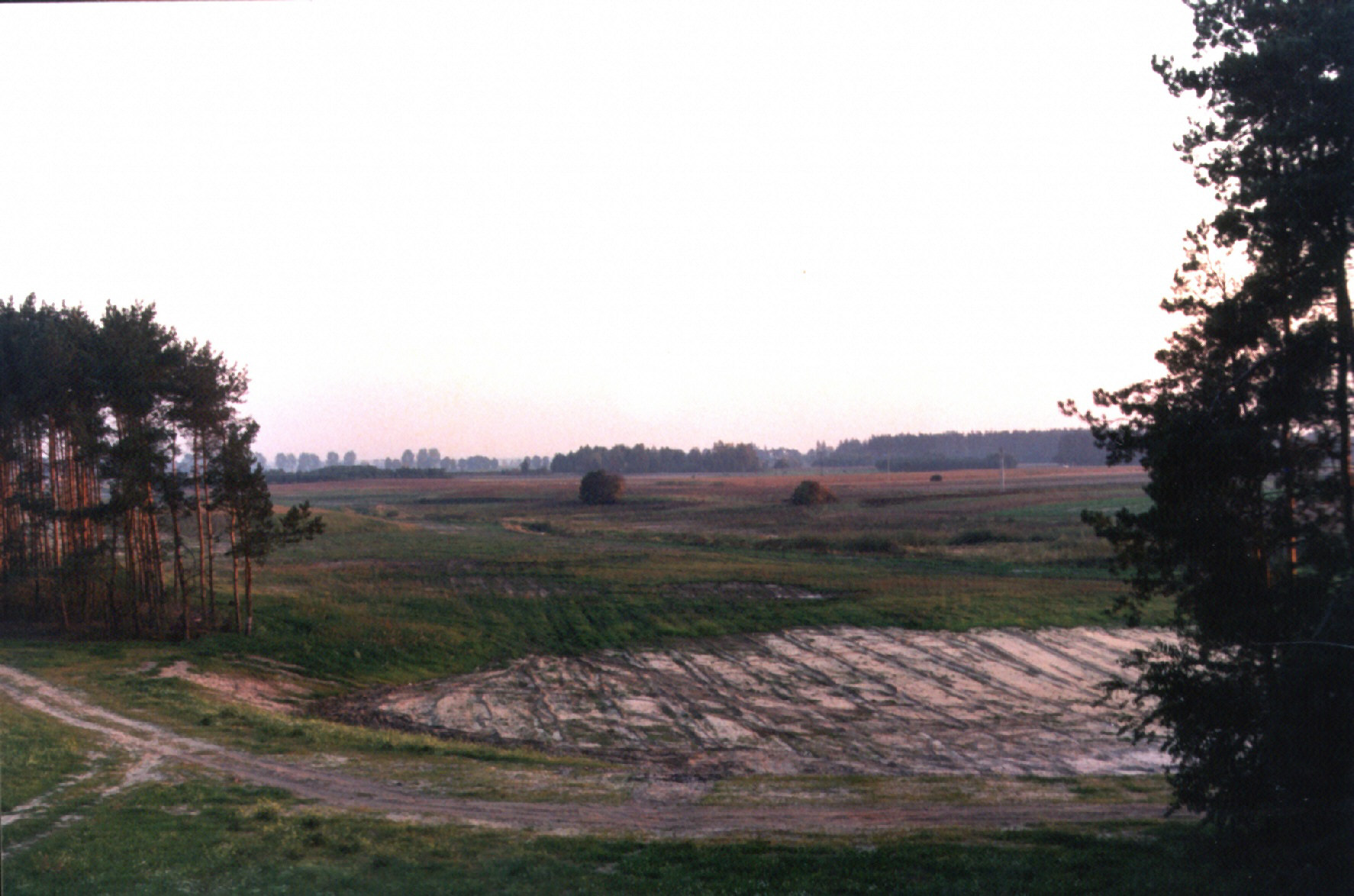
Zbiornik w czasie budowy
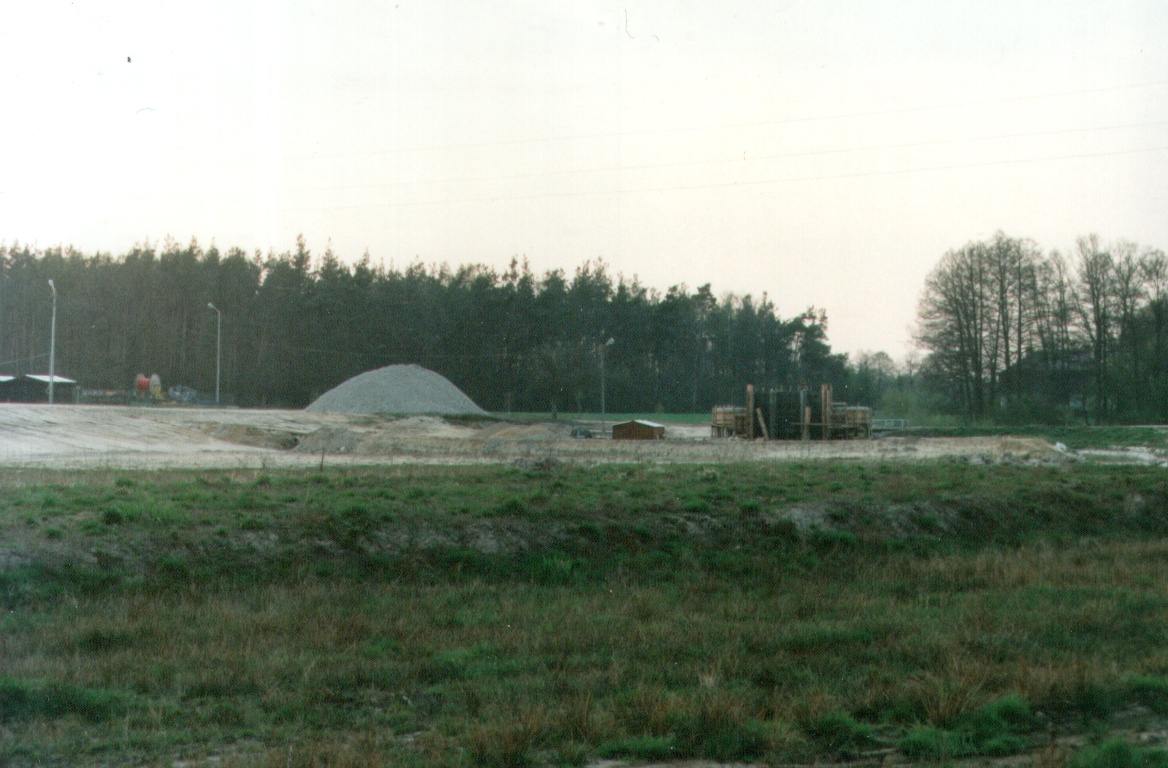
Budowa zapory